# Бестамак (Нуринский район)
Бестамак (каз. Бестамақ) — село в Нуринском районе Карагандинской области Казахстана. Входит в состав Баршинского сельского округа. Код КАТО — 355237200.

## Население
В 1999 году население села составляло 124 человека (69 мужчин и 55 женщин). По данным переписи 2009 года, в селе проживало 89 человек (51 мужчина и 38 женщин).